# Хирано, Тосио
Тосио Хирано (яп. 平野 俊夫 Toshio Hirano, род. 17 апреля 1947 года, Осака, Япония) — японский иммунолог и академик, наиболее известный своим открытием интерлейкина-6. С августа 2011 года он был 17-м президентом Осакского университета.

## Хронология
- 1972 — окончил Высшую медицинскую школу Осакского университета[2]
- 1980 — доцент медицинского факультета Университета Кумамото[англ.][2]
- 1984 — доцент Института молекулярной и клеточной биологии Университета Осаки[2]
- 1989 — профессор того же университета[2]
- 2004 — Декан Высшей школы биологических наук Осакского университета[2]
- 2008 — Декан Высшей школы медицинских наук Осакского университета[2]
- Август 2011 — 17-й президент Осакского университета[3].

## Награды и звания
- Премия Эрвина фон Бальца (Япония), 1986
- Премия CIBA-GEIGY по ревматизму (Япония), 1990
- Премия Сандоса в области иммунологии, 1992
- Премия Осаки в области науки[яп.] (Япония), 1997
- Мемориальный премия Мочида (Япония), 1998
- Награда лауреата цитирования ISI (Япония), 1981–98, 2000
- Премия Фудзихара[яп.], 2004. Научный фонд Фудзивара[англ.]
- Медицинская премия Японской медицинской ассоциации, 2005, Японская медицинская ассоциация[англ.]
- Медаль Почёта с пурпурной лентой, апрель 2006
- Премия Крафорда в области полиартрита 2009
- Премия Японии за открытие интерлейкина-6, 2011
- Clarivate Citation Laureates, 2021